# Réservoir de Charonne
Le réservoir de Charonne est l'un des cinq réservoirs d'eau secondaires d'eau de la ville de Paris, alimenté par la Marne et destiné à l'entrepôt d'eau non-potable. Il se trouve dans le 20e arrondissement, entre les rues Lisfranc, Stendhal, Lucien Leuwen, et des Prairies, au nord du cimetière de Charonne.
Aujourd'hui, il est géré par la société Eau de Paris et l'emplacement est loué 
Il est creusé en 1897 à la place de l'annexe du cimetière de Charonne, située de l'autre côté du chemin du Parc-de-Charonne, lors de sa construction, les terrassiers mettent au jour près de huit cents squelettes encore enveloppés de vêtements militaires. Il a résulté de l'examen des boutons d'uniformes que ces restes étaient ceux de Fédérés fusillés sommairement lors des derniers jours de la Commune de Paris et enterrés à la hâte en mai 1871 à cet endroit dans des fosses communes. Ces squelettes de corps de soldats fédérés sont ré-inhumés en 1897 sans épitaphe le long du mur côté sud du cimetière actuel[réf. nécessaire]. Une plaque commémorative y est apposée.